# Bulgaren

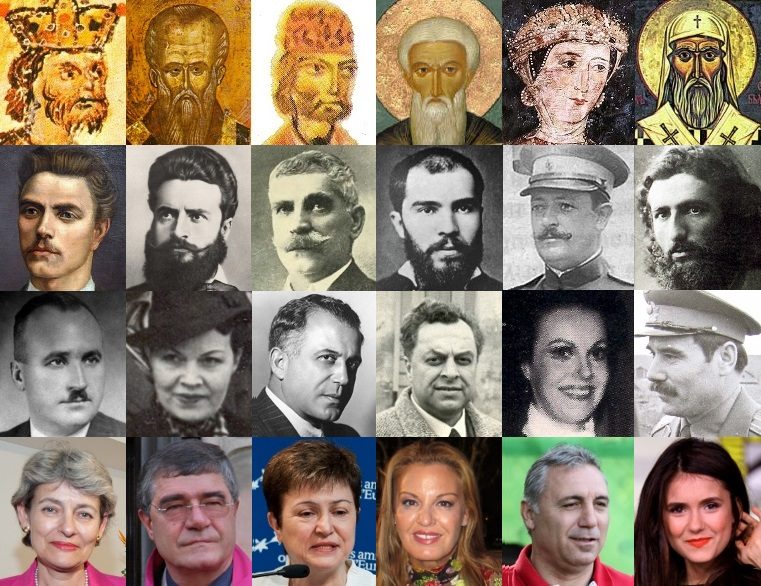
Porträts von Bulgaren

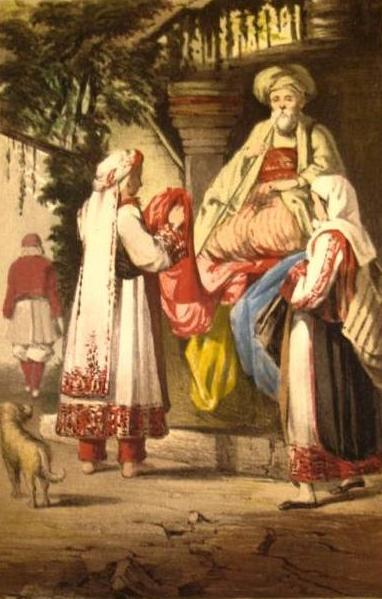
Bulgarische Frauen auf dem Markt in Bitola (1864)

Die Bulgaren (bulgarisch Българи [ˈbɤɫgari]) sind eine südslawische Ethnie. Sie bildet die Mehrheit der Bevölkerung Bulgariens. Von dessen 7,36 Millionen Einwohnern sind 76,9 % Bulgaren. Ein Viertel bis ein Drittel der heutigen Bevölkerung sind Nachkommen von makedonischen Bulgaren und thrakischen Bulgaren.

## Geschichte
Spätestens nach 612 siedelten sich Slawen im Rahmen der Landnahme der Slawen auf dem Balkan in den oströmischen Provinzen Moesia und Thrakien an.
Der Name „Bulgar“ bzw. „Bolgar“ bezeichnete ursprünglich jedoch die im 7. Jahrhundert aus der Schwarzmeersteppe verdrängten, sogenannten Urbulgaren (bulgarisch прабългари), die unter Kuwer und Asparuch auf den Balkan einwanderten. Hier errichteten sie nach kriegerischen Auseinandersetzungen unter Zustimmung von Byzanz jeweils unabhängige Reiche: Kuwer 680 eines der Region um Bitola im heutigen Nordmazedonien und Asparuch 681 das so genannte Erste Bulgarische Reich in der Dobrudscha im heutigen Nordbulgarien und Rumänien. Beide Reiche vereinten sich zu Beginn des 8. Jahrhunderts. Heute wird angenommen, dass sprachlich die dünne Oberschicht der Urbulgaren bald von der slawischsprachigen Mehrheit assimiliert wurde, während das Ethnonym Bulgaren auf alle Untertanen der bulgarischen Reiche übertragen wurde. In der Wissenschaft wird meistens erst nach der Christianisierung der Bulgaren 864 nicht mehr zwischen Bulgaren und Urbulgaren unterschieden. Die urbulgarische Dynastien regierten das Erste Bulgarische Reich, bis es 1018 unter byzantinische Herrschaft fiel. Gleichzeitig existierte an den oberen Läufen der Wolga das Reich der Wolgabulgaren, dessen turkstämmige Bevölkerung weiterhin als „Bolgaren“ bezeichnet wurde.
Als drittes Element, das im neuen bulgarischen Ethnos aufging, sieht die bulgarische Nationalhistoriographie die Thraker, die seit dem 2. Jahrtausend v. Chr. im Süden und seit dem 8. Jahrhundert v. Chr. im Norden der Halbinsel ein einheitliches Siedlungsgebiet hatten und auf die im Wesentlichen die Städte und Handelszentren am Schwarzen Meer zurückgehen. Inwieweit tatsächlich im 7. Jahrhundert noch eine zum großen Teil romanisierte thrakische Bevölkerung neben den nach ihnen eingewanderten Slawen im Herrschaftsgebiet der bulgarischen Herren lebte, ist umstritten. Kritiker sehen diese Darstellung vor allem aus dem Interesse geleitet, eine ethnische Kontinuität zur antiken Bevölkerung der Region herzustellen. Andererseits ist die Zurückdrängung der byzantinischen Herrschaft breit dokumentiert, während die meisten Städte und Siedlungen lange ihre slawischen und thrakischen Namen behielten und Konflikte mit der heimischen Bevölkerung unbekannt sind. Die meisten Wissenschaftler vertreten aber die Meinung, dass die Thraker zum Zeitpunkt der slawischen Ankunft schon längst romanisiert bzw. hellenisiert waren.

## Religion

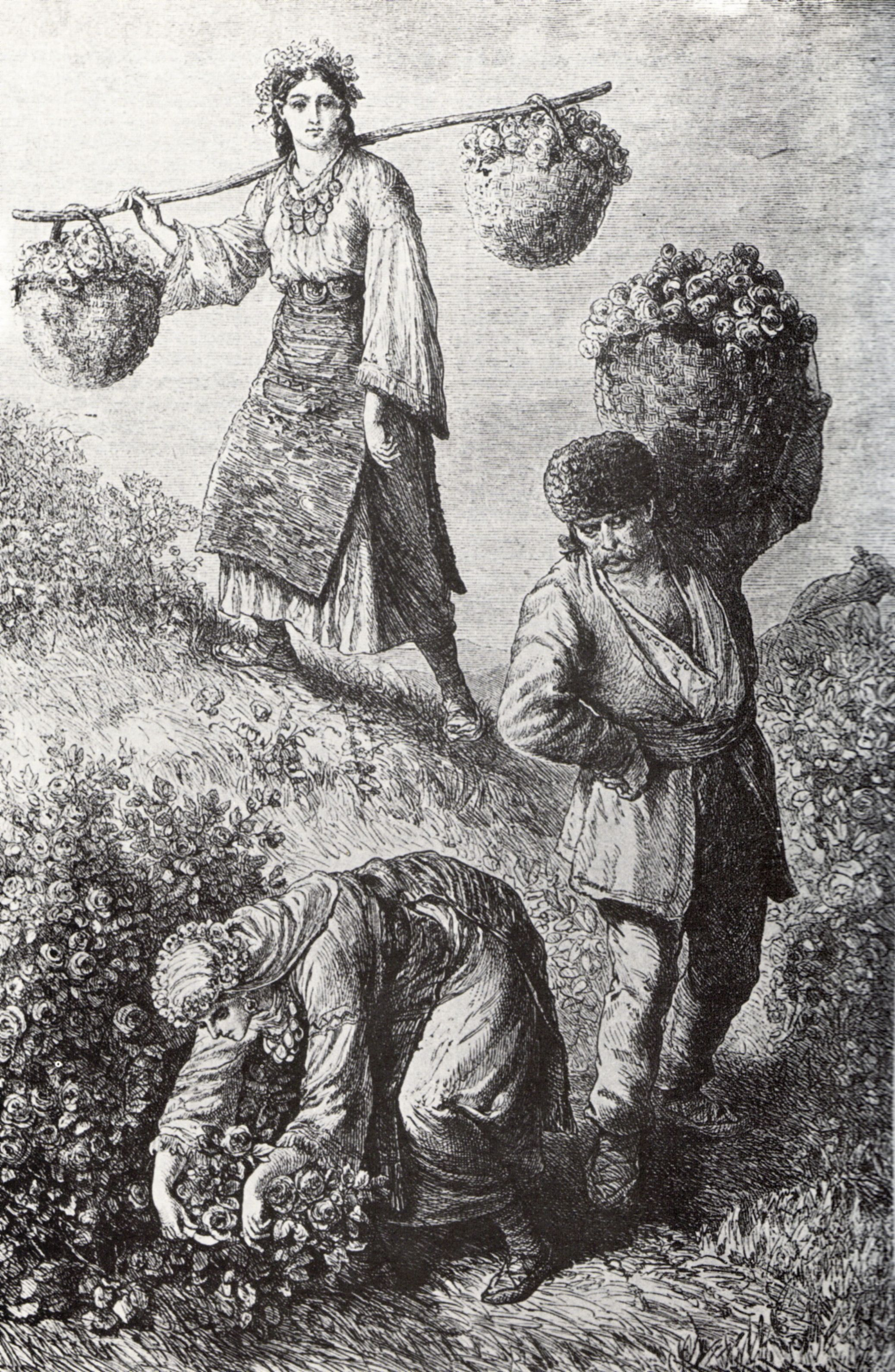
Rosenpflücker in Bulgarien (1870)

Obwohl es schon vor der Gründung des Bulgarenreiches 681 christliche Gemeinden der romanisierten Thraker oder unter den Protobulgaren (Kubrat) gab, repräsentierten sie nicht die Mehrheit der Bevölkerung, die aus Slawen und Protobulgaren bestand. Slawen und Protobulgaren hatten ihre eigenen heidnischen Götter und Gottheiten. Die slawische Mythologie war weitgehend naturreligiös geprägt mit mehreren Hauptgöttern wie Perun, Svarog oder Svarožić. Ob Slawen schon damals den christlichen Glauben angenommen hatten, ist nicht bekannt.
Die Unterschiede zwischen den Bevölkerungsgruppen verschwanden seit der Christianisierung in der 2. Hälfte des 9. Jahrhunderts. Unter Knjaz Boris I. wurde 864 die Christianisierung des bulgarischen Volkes durch Photios I., den Patriarchen von Konstantinopel, vollzogen und das Christentum zur Staatsreligion erklärt. Die Bulgaren gehören noch heute mehrheitlich dem orthodoxen Christentum an. Die Bulgarisch-Orthodoxe Kirche wurde 927 vom Byzantinischen Kaiser Romanos I. Lakapenos und dem byzantinischen Senat als autokephale kanonisierte orthodoxe Patriarchat-Kirche anerkannt und zählt somit zu einer der ältesten der Welt. Die im Verhältnis zu den übrigen Slawen frühe Christianisierung unter Kyrill und Method gehört zu den tragenden Momenten der bulgarischen nationalen Identität.

## Sprache
Die Bulgaren sprechen die bulgarische Sprache, die zu den südslawischen Sprachen gehört. Diese Sprache weist keine Verwandtschaft mit den nur bruchstückhaft überlieferten, ausgestorbenen Sprachen der Wolgabulgaren und Protobulgaren auf, welche zum oghurischen oder bolgarischen Zweig der Turksprachen gehörten.
Wegen der Verbreitung der altbulgarischen Sprache und Kultur (u. a. die Schaffung des kyrillischen Alphabets am Hofe der bulgarischen Zaren) auf die anderen slawischen Völker spricht man vom „südslawischen Einfluss“ und von der altkirchenslawischen Sprache. Da ihre Anfänge im heutigen Bulgarien liegen und da die meisten erhaltenen altkirchenslawischen Denkmäler bulgarische Züge haben, sehen einige Wissenschaftler und viele Bulgaren das Altkirchenslawische als historische Form der bulgarischen Sprache an, das auch „Altbulgarisch“ (старобългарски starobǎlgarski) bezeichnet wird.

## Ethnische Gruppen

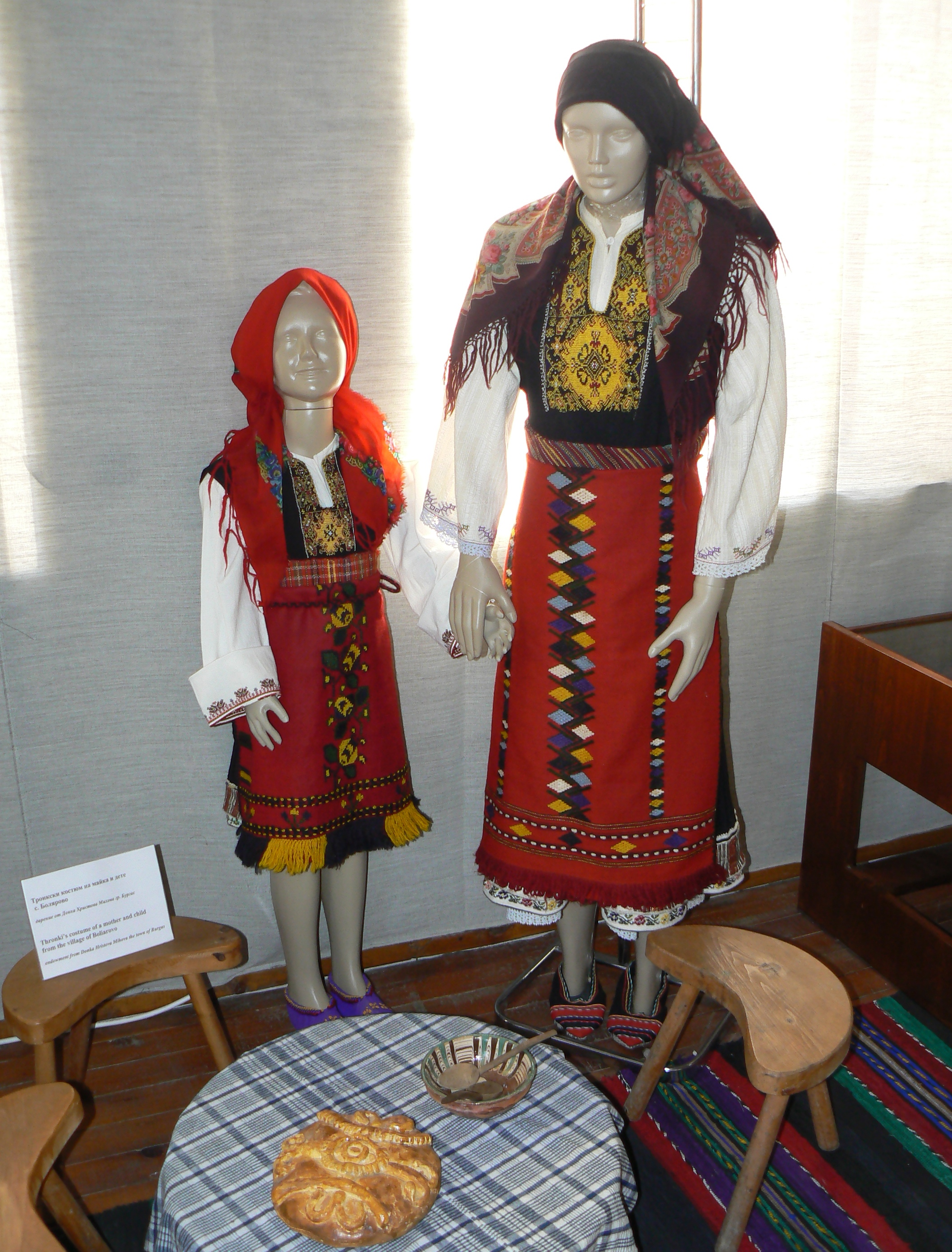
Trachten der Tronker

In Bulgarien unterscheidet man je nach geographischer Region folgende ethnische Gruppen:
- in Thrakien – thrakische Bulgaren, oder Thraker (nicht zu verwechseln mit den antiken Thrakern)
- im Balkangebirge – Balkaner, oder Balkandschii
- im Rhodopen-Gebirge – Rupen, oder Rupzi
- in der Dodrudscha – Dobrudschaner oder Dobrudschanzi
- in der Sofiaebene – Schopen, oder Schopi
- in Mazedonien – makedonische Bulgaren, oder Mazedonier (nicht zu verwechseln mit den antiken Makedonen)
- in der Region Silistra-Tutrakan – Charzeoer, oder Charzoi

Weitere kleinere Gruppen stellen z. B. die Tronken im Strandscha-Gebirge, die Poljaner oder die Kapanzer im Ludogorie dar.
Eine eigene Ethnie bilden die ebenfalls Bulgarisch sprechenden muslimischen Pomaken.

## In anderen Staaten der Welt

### In der Region des Banats und Ungarn

Bulgarische Siedlungen im Banat

Banater Bulgaren sind eine bulgarische Bevölkerungsgruppe römisch-katholischen Glaubens im Banat. Sie sind die Nachkommen der Paulikianer, die nach dem Aufstand von Tschiprowzi (Bulgarien) nach Norden flohen und sich im Banat (heute in Serbien und Rumänien) niederließen. Heute leben laut den Volkszählungsergebnissen aus dem Jahre 2002 6.468 Bulgaren im rumänischen Teil des Banats sowie 1.658 Bulgaren in der Vojvodina.
Die größte Einwanderungswelle von Bulgaren nach Ungarn kam am Ende des 19. Jahrhunderts und in der ersten Hälfte des 20. Jahrhunderts. 95 % der insgesamt 7.000 Einwanderer kamen aus der Weliko-Tarnowo-Region im Norden des heutigen Bulgariens. Die meisten stammten aus den Dörfern Draganowo und Polikraishte. Die bulgarische Minderheit baute eigene Schulen und Kapellen in mehreren Städten des Landes und eine Bulgarisch-Orthodoxe Kirche in Budapest. Das bulgarische Kulturzentrum in Budapest wurde mit öffentlichen Spenden gebaut. Heute leben 30.000 bis 35.000 Personen bulgarischer Abstammung in Ungarn. Der Großteil von ihnen ist vollkommen assimiliert und sieht sich selbst als Ungarn. Nur 7.000 bis 8.000 sehen sich selbst noch als Bulgaren, die meisten bezeichnen sich gleichzeitig als Bulgaren und Ungarn. Der Großteil der Bulgaren in Ungarn spricht besser Ungarisch als Bulgarisch.
Bei Treffen werden die bulgarische Flagge, die ungarische Flagge mit Wappen und die Flagge der Union der Bulgaren in Ungarn, einer kulturellen Organisation, verwendet. Die Vorfahren der Bulgaren, die heute in Ungarn leben, kamen als Gärtner und Marktleute in das Land. Daher zeigt das Wappen der Union einen stilisierten Baum als Symbol der Gärtner. Die Zahl 1914 nennt das Gründungsjahr der Union.

### In der ehemaligen Sowjetunion
Infolge der Türkenkriege wanderten in der zweiten Hälfte des 18. Jahrhunderts Bulgaren in das russische Reich ein, besonders in die Region Budschak. Heute leben etwa 373.000 Bulgaren auf dem Gebiet der ehemaligen Sowjetunion. In der Ukraine leben sie vor allem in den Gebieten Odessa und Saporoschje und in geringer Zahl auch in denen von Kirowograd und Nikolajew. Die meisten Bulgaren in der Ukraine, rund 150.000, leben traditionell im Süden der Region Odessa, wo es zahlreiche mehrheitlich von Bulgaren besiedelte Ortschaften gibt. Seit 2012 erkennt die Ukraine Bulgarisch dort als regionale offizielle Sprache an.
Ein weiterer Siedlungsschwerpunkt der Bulgaren ist Moldawien, wo sich bei der Volkszählung 2004 fast 80.000 Menschen als Bulgaren identifizierten. Die moldawischen Bulgaren sind insbesondere auf den Rajon Taraclia konzentriert, wo sie mit 65,6 % eine deutliche Bevölkerungsmehrheit darstellen. In diesem Gebiet unterhalten bulgarische Organisationen ein Netz bulgarischer Schulen und an der Staatlichen Universität Taraclia ist Bulgarisch eine der Unterrichtssprachen. Über offizielle kulturelle Sonderrechte verfügen die Bulgaren in Moldawien jedoch nicht, auch wenn bulgarische Organisationen seit Jahren eine Autonomie für das Gebiet Taraclia fordern. Weitere bulgarische Minderheiten gibt es im ganzen Süden Moldawiens, in Gagausien und in Transnistrien, wo rund 11.000 Bulgaren leben. Auch außerhalb Taraclias gibt es Siedlungen, die mehrheitlich von Bulgaren bewohnt sind. So liegt etwa der Anteil der Bulgaren in der transnistrischen Ortschaft Parcani bei rund 80 %. Sowohl in Moldawien als auch in der Ukraine haben viele Bulgaren ihre ursprüngliche Muttersprache verloren. So gaben beispielsweise rund 35 % der in Moldawien lebenden Bulgaren Russisch und nicht Bulgarisch als Muttersprache an, was jedoch noch kein Indikator für Sprachkenntnisse des Bulgarischen ist.
In Russland lebten 2010 rund 24.000 Bulgaren. Kleinere bulgarische Gruppen leben in Kasachstan und im nördlichen Kaukasus. 68,1 % sprechen Bulgarisch. Sie sind nicht zu verwechseln mit den Wolgabulgaren.

### In Serbien

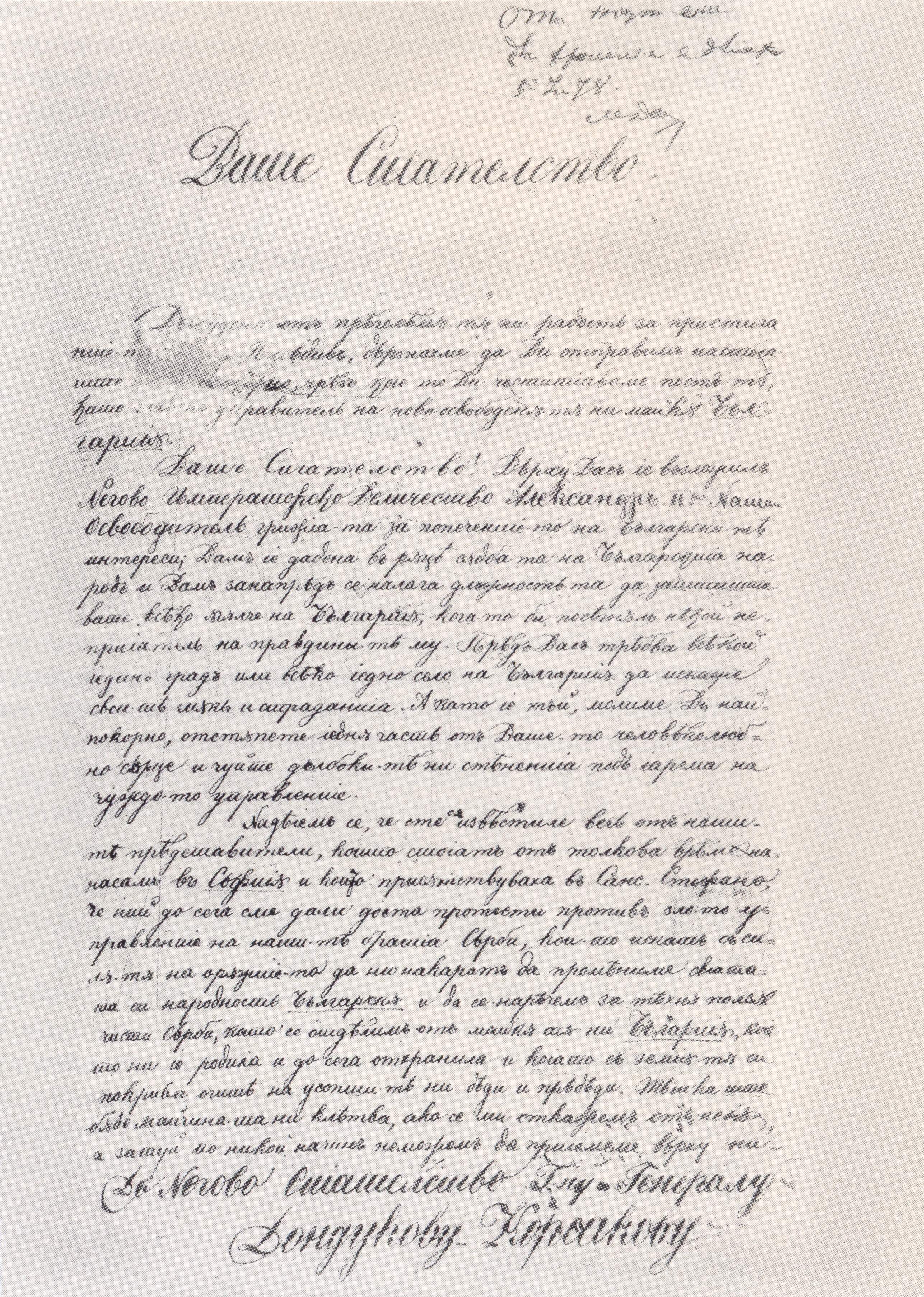
Appell (27. Mai 1878) der Bulgaren aus Pirot an Dondukow-Korsakow für die Angliederung der Stadt an Bulgarien

Das traditionelle Konkurrenzverhältnis beider Länder im Wettstreit um die Hegemonie auf der Balkanhalbinsel wurde zum Teil auf dem Rücken der Bulgaren Ostserbiens ausgetragen.
Infolge des Friedensvertrages von Neuilly-sur-Seine nach dem Ersten Weltkrieg gelangten bulgarische Gebiete an Jugoslawien. Die mit den Friedensverträgen von 1919 eingeführten Regelungen zum Minderheitenschutz wurde auf sie nie angewandt, sie wurden neben den Albanern am stärksten unterdrückt. Da die offizielle Politik Serbiens eine bulgarische Minderheit ausschloss, verfügten sie über keine muttersprachliche Institutionen und Schulen. Bei Volkszählungen wurden sie als Serben registriert. Der starke Assimilationsdruck und große Auswanderungen minderten die Zahl der in Serbien lebenden Bulgaren beträchtlich.
Eine geänderte Minderheitenpolitik fand erst im Tito-Jugoslawien statt. Die Bulgaren wurden als nationale Minderheit anerkannt und erhielten ein muttersprachliches Schulsystem. In der nachfolgenden Zeit entstanden mehr als hundert Schulen und zwei Gymnasien, je eines in Dimitrovgrad und Pirot. Von Beginn der achtziger Jahre an führte eine erneute Veränderung der serbischen Minderheitenpolitik zur Schließung der bulgarischen Institutionen. So betrug die Anzahl der in Serbien lebenden Bulgaren 1981 noch 33.455 (im gesamten Jugoslawien über 36.000), 1991 noch 25.214 und 2002 nur noch 20.497. 2008 wurden tausende Autos mit bulgarischen Kennzeichen von der Polizeibehörde konfisziert. Nach letzte Angaben ist ihre Zahl auf 12.918 gesunken.
Die bulgarische Minderheit lebt heute in einem der am wenigsten entwickelten Gebiete Serbiens. Das Serbische Helsinki-Komitee beschrieb ihren Status 2002 als sehr gefährdet. Nur in der Umgebung von Dimitrovgrad ist Industrie vorzufinden, die übrigen bulgarisch bewohnten Gebiete leben ausschließlich von der Landwirtschaft. Bulgaren stellen in der Gemeinde Bosilegrad eine Dreiviertelmehrheit, während sie im Gebiet um Dimitrovgrad rund die Hälfte ausmachen. Politisch sind sie im Demokratischen Bund der Bulgaren (Bosilegrad) und der Demokratischen Partei der Bulgaren (Dimitrovgrad) organisiert. Letztere gibt auch die Zeitschrift Most und das Wochenblatt Bratstvo heraus. Weitere Institutionen sind unter anderem der Kultur- und Informationsverein „Caribrod“ in Dimitrovgrad, der Kulturverein der Banater Bulgaren „Ivanovo 1868“ in Ivanovo, die Vereinigung „Caribrod“ in Niš und die bulgarische Gesellschaft „Nasinec“ in Bosilegrad.
Die Bulgaren Serbiens sprechen einen eigenen Dialekt. Ihre Sprache wird als archaisches Altbulgarisch bezeichnet. Die Mehrheit von ihnen gehört der serbisch-orthodoxen Kirche an, jedoch existiert auch eine große Minderheit, die der bulgarisch-orthodoxen Kirche angehört.
Im Vorfeld der Feierlichkeiten zum Gedenktag von Wassil Lewski im Februar 2011 schloss Serbien die bulgarisch-serbische Grenze beim Grenzübergang Oltomanzi. Am Grenzübergang Oltomanzi selbst wurden Spezialeinheiten stationiert. Auch eine Gedenkfeier in Bosilegrad wurde der dortigen bulgarischen Minderheit, wie in den Jahren zuvor, untersagt. Als Begründung wurde „Störung des öffentlichen Friedens und der Moral durch Androhung von Straftaten“ angegeben.
Im Juni 2021 wurden die Ortsschilder von Dimitrovgrad mit dem bulgarischen bzw. alten Namen der Stadt, Caribrod (bulgarisch Цариброд), ergänzt. Sie sind nun auf Serbisch und Bulgarisch lesbar. Ermöglicht wurde dies durch den serbischen Präsidenten Aleksandar Vučić nach einem Besuch des bulgarischen Präsidenten Radew, wo die bulgarische Bevölkerung in der Region die Frage stellte, ob es möglich sei, die Ortsschilder zu ergänzen.

### In Nordmazedonien

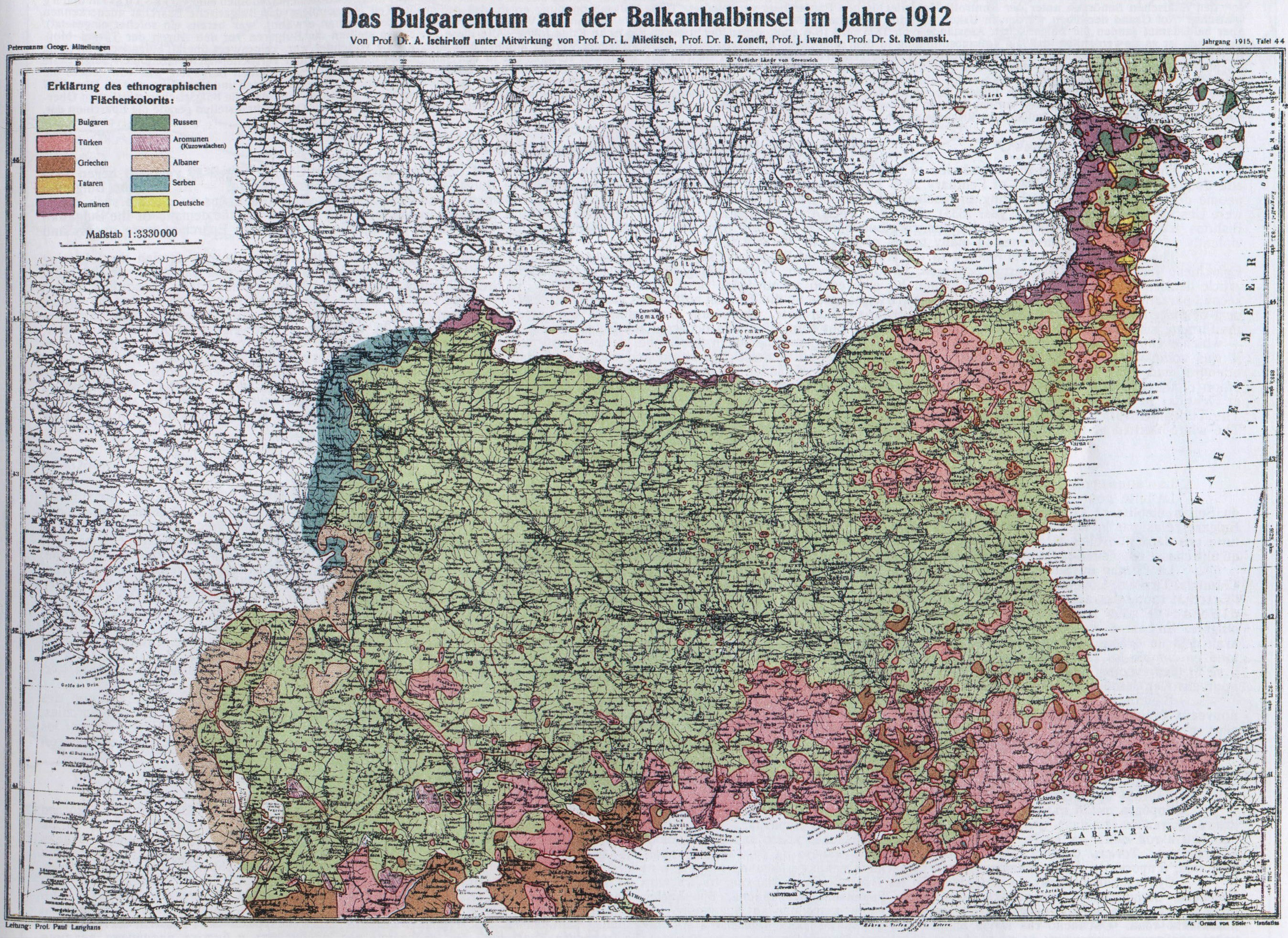
Das bulgarische Sprachgebiet nach damaliger Auffassung und die angrenzenden Gebiete im Jahr 1912

Die genaue Zahl der in Nordmazedonien lebenden Bulgaren ist heute ungewiss, da sie sich bei Volkszählungen nicht als solche bezeichnen können. Mehrere Flüchtlingswellen (1903, 1913 und nach 1920) verringerten ihre Anzahl. Schätzungen für das Jahr 1913 für das Gebiet Vardar-Mazedonien gehen von 90.000 Bulgaren aus, damals rund 10 % der Gesamtbevölkerung. In der Periode nach dem Ersten Weltkrieg lebten über 100.000 als Flüchtlinge in Bulgarien. Weitere Flüchtlinge wanderten in die USA und Australien aus.
Seit 1945, als die kommunistische Partei in Jugoslawien die Nationsbildung der Mazedonier vorantrieb, nahm die Zahl der Bulgaren kontinuierlich ab. Mit der Nationsbildung wurde eine stärkere Abgrenzung von Bulgaren auf sprachlicher, kultureller und politischer Ebene stark gefördert. Noch bis 1991 existierte mit dem Gesetz zum Schutz der mazedonischen nationalen Ehre eine anti-bulgarische Gesetzgebung, die die Selbstbestimmung als Bulgaren und Gebrauch der Bulgarischen Sprache in Jugoslawien (mit Ausnahme der Westgebiete) verbot und unter Strafe stellte. Personen, die sich dieser Politik widersetzten, wurden in der Sozialistischen Republik Mazedonien verfolgt, verhaftet und in den Gefängnissen ermordet.
Obwohl Bulgarien das erste Land war, das die Republik Mazedonien anerkannte, äußern sich immer wieder führende mazedonische Politiker und Medien populistisch bis nationalistisch gegenüber den in der Republik lebenden Bulgaren und dem Staat Bulgarien. Das öffentliche Bekenntnis zu den eigenen bulgarischen Wurzeln oder zum Bulgarentum ist noch heute ein Tabu in Nordmazedonien und mit Anfeindungen seitens der Öffentlichkeit, Medien, Druck der Sicherheitskräfte und Shitstorms in den sozialen Netzwerken verbunden. Im Juni 2000 gründeten in Ohrid die in Mazedonien lebenden Bulgaren die Vereinigung RADKO. Sie wurde im April 2001 vom mazedonischen Verfassungsgericht verboten. Es folgte eine Klage gegen den mazedonischen Staat vor dem Europäischen Gerichtshof für Menschenrechte. Dieser entschied im März 2009 für die Vereinigung, die sich im Mai in Ohrid neu gründete. Im August 2009 wurde sie wieder vom mazedonischen Staat verboten. Zwischen 22. Januar 2002 und 15. Januar 2011 wurde 44.211 und bis 2017 wurde 71.524 Mazedoniern die bulgarische Staatsangehörigkeit anerkannt, da sie bulgarische Vorfahren nachweisen konnten. Im Februar 2022 wurde bekannt, dass im Jahr 2020 mehr als 9000 und im Jahr darauf 7692 Personen aus Nordmazedonien die bulgarische Staatsangehörigkeit anerkannt wurde. Unter ihnen sind die Politiker Ljubčo Georgievski, Dosta Dimovska und Petar Kolev sowie der Sportler Goran Popov. Einzelne Vereinigungen sind Iwan Michajlow (Bitola), Tribuna (Prilep), Makedonisch-Bulgarische Freundschaft (Skopje), Koridor 8 (Skopje), Interakcija (Ohrid), Einigkeit (Kočani).
Im Sommer 2022 führte die Zusage Nordmazedoniens, die Bulgaren als eines der staatstragende Völker und als Minderheit anzuerkennen sowie sie in der Verfassung zu erwähnen, zum Start der Beitrittsverhandlungen Nordmazedoniens mit der EU. In der Folge sammelte die VMRO-DPMNE erfolgreich die notwendige Unterschriftenanzahl für ein Referendum zur Revision dieser Zustimmung und führte mit Unterstützung der Partei Leviza eine gezielt antibulgarische Kampagne mit Massenprotesten über mehrere Monate im ganzen Land durch. Im Juni 2022 erfolgte ein Brandanschlag gegen das bulgarische Kulturzentrum in Bitola und im Oktober wurde das Kulturzentrum in Ohrid angegriffen. Im Oktober sprach sich Hristijan Mickoski, Führer der VMRO-DPMNE, für die Schließung jeglicher bulgarischer Kulturzentren und Vereinigungen aus, da „ihre reine Präsenz eine Provokation für die mazedonische Identität“ sei. Im November, nachdem das nordmazedonische Parlament eine Gesetzesänderung zur Schließung von bulgarischen Kulturzentren und Vereinigungen verabschiedete, erfolgten weitere Anschläge gegen das Kulturzentrum in Ohrid. Im Januar 2023 wurde der Sekretär des bulgarischen Kulturklubs in Ohrid tätlich angegriffen und im Anschluss der bulgarische Botschafter im Land zu Konsultationen abgezogen. Ende des Monats wurden die Attacken und die antibulgarische Kampagne und Hassreden nordmazedonischer Politiker vom Hohen Vertreter der EU für Außen- und Sicherheitspolitik Josep Borrell verurteilt.
Mitte März 2023 wurde das bulgarische Kulturzentrum in Skopje angegriffen. Ende des Monats wurden die Vereinigungen der Bulgaren Iwan Michajlow in Bitola und Zar Boris III. in Ohrid vom nordmazedonischen Justizminister verboten, da laut einem Gutachten der Kommission für die Verwendung von Personennamen die Verwendung von deren Namen für eine Bürgervereinigung in Nordmazedonien eine „Beleidigung und Provokation des Nationalgefühls des mazedonischen Volkes sowie die Leugnung der mazedonischen Identität, Sprache und Kultur“ darstelle. Grundlage hierfür stellte die Änderung des Vereins- und Stiftungsgesetzes von November 2022 dar, welche rückwirkend auf alle ca. 17.000 im Land registrierten Vereinigungen angewandt wurde, jedoch nur bei bulgarischen Vereinigungen zum Verbot führte.
Anfang Juni 2023 wurde der Kovorsitzende der Vereinigung Schemeto der Bulgaren in Struga, Gostivar und Prilep tätlich angegriffen.